# Gornji Oštrc
Gornji Oštrc je naseljeno mjesto u Republici Hrvatskoj u Zagrebačkoj županiji. Zajedno s naseljima Donjim Oštrcom i Tupčinom čini veće naselje Oštrc.

## Zemljopis
Naselje se proteže na površini od 2,34 km², te na 430 m nadmorske visine. Administrativno je u sastavu općine Žumberak. Sjeverozapadno od središta naselja nalazi se brdo "Gradina", na čijim obroncima se nalaze dijelovi naselja. Sastoji se od zaselaka Bukovci, Kokoti i Gornji Mahovlići (Mavlići). Zajedno s Donjim Oštrcom i Tupčinom, Gornji Oštrc čini veću cjelinu Oštrc, po kojoj je ovaj njen dio i dobio ime.

## Povijest
U povijesnim izvorima Gornji se Oštrc navodi pod nazivima Ostercz Superior, Superior Mahovlich, Gradina i Podgradina. Jedno je od naselja, u koja su nakon mira u Parizu 1617. godine dovezeni senjski uskoci, koji su se tada pridružili ostatku žumberačkih uskoka. Unutar vojne krajine pripadao je 11. (oštrčkoj) kumpaniji Karlovačkog generalata. Nekoć je pripadao župi Pribić, kasnije župi Vivodina (do 1776. godine). Od 1777. do 1826. godine pripadao je župi Žumberak, da bi 1827. godine pripao novonastaloj župi sv. Marije Magdalene na Tupčini, zvanoj i župa Oštrc. S obzirom na to da je jedan od oltara u župnoj crkvi posvećen sv. Vidu, stanovnici naselja ga slave kao svoga sveca zaštitnika. Prema mjestopisu iz 1835. godine selo Gornji Oštrc imalo je 167 stanovnika rimokatolika u 12 kuća, što ga čini jednim od rijetkih žumberačkih naselja naseljenog isključivo rimokatolicima.

## Stanovništvo
Prema zadnjem popisu iz 2011. godine, u Gornjem Oštrcu živi 56 stanovnika.
| broj stanovnika | 195   | 276   | 318   | 336   | 329   | 339   | 363   | 337   | 186   | 303   | 252   | 212   | 127   | 103   | 64    | 57    | 36    |
|                 | 1857. | 1869. | 1880. | 1890. | 1900. | 1910. | 1921. | 1931. | 1948. | 1953. | 1961. | 1971. | 1981. | 1991. | 2001. | 2011. | 2021. |